# Myriam Bregman
Myriam Bregman (sinh ngày 25 tháng 2 năm 1972) là một luật sư, nhà hoạt động và chính trị gia người Argentina. Trong khi đang học một văn bằng luật tại Đại học Buenos Aires vào những năm 90, Bregman đã tham gia Đảng Công nhân Xã hội (PTS), một đảng Trotskyist Argentina mà bà là một trong những người đóng góp chính.
Bà là một trong những luật sư đã đưa vụ án của Jorge Julio López, một nhân chứng của chế độ độc tài, người đã biến mất vào năm 2006 sau khi làm chứng chống lại Miguel Osvaldo Etchecolatz, người bị kết án tù chung thân và bị buộc tội diệt chủng trong thời gian làm độc tài.
Năm 1997, bà thành lập Trung tâm Chuyên gia Nhân quyền (CeProDH), nơi bảo vệ và đánh giá những người lao động bị sa thải và thất nghiệp và can thiệp chống lại sự đàn áp và trừng phạt, và tổ chức Justicia Ya! (Công lý ngay bây giờ), những người là nạn nhân trong các trường hợp phạm tội chống lại loài người trong chế độ khủng bố của chế độ độc tài.
Bà đã được đề cử làm phó thị trưởng vào năm 2009 và là người đứng đầu chính phủ của Thành phố Buenos Aires vào năm 2011 và 2015 bởi Mặt trận Công nhân (bao gồm PTS, trong số những đảng khác). Năm 2015, bà đã trở thành một phó Tỉnh trưởng tỉnh Buenos Aires, giữ ghế xoay vòng cho Mặt trận Cánh tả của Công nhân (FIT) cho đến năm 2016  và được một số ngành nghề hỗ trợ rộng rãi. Kể từ tháng 12 năm 2017, bà là một trong các Phó Tỉnh trưởng trong cơ quan lập pháp của Thành phố Buenos Aires và là chủ tịch của Ủy ban Nhân quyền và Chống phân biệt đối xử. Bà cũng là ứng cử viên Phó tổng thống cho Mặt trận trong cuộc tổng tuyển cử ở Argentina năm 2015, đứng thứ tư trong kết quả bầu cử.

## Nhà hoạt động vì quyền phụ nữ
Vào ngày 31 tháng 5 năm 2018, Myriam Bregman đã hỗ trợ trong ngày thứ 15 của cuộc tranh luận về việc hợp pháp hóa phá thai ở Argentina trong Quốc hội Argentina để trình bày quan điểm của mình ủng hộ việc phá thai bằng cách tuyên bố rằng "chúng tôi tự hào khi thấy nhiều người trẻ tuổi với biểu ngữ là chiếc khăn tay màu xanh lá cây ". Bà cũng nhân cơ hội này chỉ trích Giáo hội Công giáo và Đức Tổng Giám mục La Plata Héctor Aguer, người "với tư cách là thống đốc truyền thông địa phương, là người đàm phán về quyền của phụ nữ".